# Микрофилтери за кондиционирање воде
Микрофилтери за кондиционирање воде чију основу чине сита и микросита, су уређаји за микрофилтрирање воде, односно задржавање ситних пливајућих предмета, ситних организме (рачића, пуноглавци и сл.) и микроорганизама (планктона..).

## Намена
Намена микрофилтера је за:
Прелиминарно пречишћавање воде пре пропуштања кроз пешчани филтар
Микрофилтери се могу користити за прелиминарно пречишћавање, пре спорих и брзих пешчаних филтера, како би смањили њихово оптерећење, редуковали учесталост прања пешчаних филтера и повећали брзину филтрирања без проширења постојеће опреме.  Примена микрофилтера у прелиминарном третману воде повећава трајање пешчаног филтера за 2 — 3 пута, а брзину филтрирања око 2 пута.
Комплетно кондиционирање воде
Микрофилтери се могу користити и за комплетно кондиционирање воде, у случају да сирова вода није много мутна и обојена.
Задржавања зоопланктона или фитопланктона
Микросита ових филтера, се углавном користе за задржавање зоопланктона или фитопланктона. После процеђивања кроз микросито вода се обавезно хлорише, ако је намењена за пиће.

## Принцип рада и конструкција
Основни механизам деловања микрофилтера је задржавање честица које су крупније од отвора на примењеном ситу микрофилтера. Међутим, могу се задржати и нешто ситније честице, Кад се након употребе микрофилтере  формира један слој са отворима ситнијим од отвора на ситу, она могу да задрже и нешто ситније честице 
Микрофилтерска сита се израђују у различитим облицима и са отворима различите величине. По
правилу, испред сита се увек постављају решетке или груба сита. Сита раде са отвором који
износи највише 60 cm. 
Микрофилтери такође користи мембранску технологију, и користе тачност или гас који се усмерава кроз полупропусну мембрану користећи хидростатички притисак. Микрофилтрација има највећу величину пора полупропусне мембране (0,1 - 3 µm) од свих мембранских филтрација. У погледу финоће филтрација, она попуњава простор између ултрафилтрације и филтрације печаним филтерима. Микрофилтери уклањају глину, и хуминске киселине веће молекулске тежине и обично се користи за смањење замућења и уклањање суспендованих материјала из воде за пиће.

### Врсте
У употреби су следеће врсте сита:
Сита у виду траке —  која се примењују углавном на водозахватима речне воде, за задржавање
крупнијих лебдећих и пливајућих материја, и на местима где је промена нивоа воде веома изражена.
Отвори на овом ситу се крећу од 0,8 - 9,5 mm.
Сита у виду добоша —  примењују се када су промене нивоа воде мало изражене. Отвори на ситу се крећу од 0,4 - 9,5 mm. Стандардни уређаји имају добоше пречника 75 cm и ширине 60 cm, затим 150/90 cm, 230/450 cm, 300/300 cm, итд. За веће количине воде они се повезују у батерије и раде паралелно. Добош се стално обрће помоћу електромотора.  
Микросита — се израђују у облику филтера под притиском или у облику добоша као у ситима у виду добоша. Најмања величина отвора је 25 микрона, због чега је неизбежно воду претходно пропустити кроз грубо сито. Микросита се производе од жице нерђајућег челика. Величина отвора је 25 - 90 микрона. Ова сита се ојачавају подлогом од грубог сита, израђеног од истог материјала. Микросита се првенствено користе за задржавање планктонских организама (алге и др.). Оптерећење се обично узима до 850 m3/m2d када се филтрира не нарочито мутна речна вода. Ово оптерећење се односи на целу површину сита. 

### Степен кондиционирања
зависи од природе примеса које треба одстранити из воде, величине отвора на ситу и ефикасности аутоматских уређаја за руковање ситом. Обично се степен пречишћавања креће 75 - 90% када је отвор сита 25 микрона, 60 - 85% за 35 микрона и 40 - 65% за сито од 60 микрона. Ефекат пречишћавања не зависи од оптерећења, тако да је квалитет филтрата увек исти без обзира на промене протока. Трошкови рада су мали јер и у најоптерећенијем случају потрошња електричне енергије не премашује 3 kW по 1 m воде на час, а нема ни потребе за додавањем хемикалија. Такође не постоји проблем одвођења муља, а нема портебе ни за високостручним кадром за одржавање.

## Испирање микрофилтера
Уређај за прање и чишћење микрофилтера састоји се од једног реда млазница постављених на врху изнад  добоша. Млазнице су тако постављене да под ниским притиском обезбеђују приближно паралелан млаз течности, највећи степен чишћења и најмању потрошњу воде за прање филтера. 
Добош микрофилтера који је у погону је потопљен, тако да се ниво воде у унутрашњости добоша налази испод самог скупљача воде од прања филтера. Највиши део добоша окреће се у ваздуху и у његовој највишој такчи пролази кроз водени млаз, који удара филтерски медиј и непрекидно спира накупљени материјал у одговарајући скупљач талога. Да би се добио максимални проточни капацитет, потребно је да добош буде што је могуће више потопљен.